# حرب السهام
حرب السهام (بالكورية: 최종병기 활) هو فيلم أكشن كوري جنوبي من بطولة ريو سونغ ريونغ ومون تشاي وون. عرض الفيلم في 11 أغسطس 2011 وحقق إيرادات وصلت لـ 51.4 مليون دولار.

## روابط خارجية
- حرب السهام على موقع IMDb (الإنجليزية)
- حرب السهام على موقع روتن توميتوز (الإنجليزية)
- حرب السهام على موقع نتفليكس (الإنجليزية)
- حرب السهام على موقع ألو سيني (الفرنسية)
- حرب السهام على موقع أول موفي (الإنجليزية)
- حرب السهام على موقع بوكس أوفيس موجو (الإنجليزية)
- حرب السهام على موقع فيلمافينيتي (الإسبانية)
- حرب السهام على موقع قاعدة بيانات الفيلم (الإنجليزية)
- حرب السهام على موقع ليتربوكسد (الإنجليزية)
- حرب السهام على موقع كينوبويسك (الروسية)